# Luka Marin
Luka Marin (Eszék, 1998. március 16. –) horvát labdarúgó, a DVTK játékosa kölcsönben a horvát NK Osijek csapatától.

## Pályafutása
Marin a horvát NK Osijek akadémiáján nevelkedett, a felnőtt csapatban 2016. május 13-án mutatkozott be egy Inter-Zaprešić elleni élvonalbeli mérkőzésen. 2020 őszén kölcsönben a szlovén Olimpija Ljubljana csapatában futballozott, tizenkét bajnoki mérkőzésen egy gólt szerzett.2021-ben fél évig kölcsönben a DVTK csapatában szerepel.